# Episodi de Gli inafferrabili
La prima e unica stagione della serie televisiva Gli inafferrabili è andata in onda negli Stati Uniti dal 13 settembre 1964 al 18 aprile 1965 sulla NBC.
| nº | Titolo originale                    | Prima TV USA      | Titolo italiano                        | Prima TV Italia |
| -- | ----------------------------------- | ----------------- | -------------------------------------- | --------------- |
| 1  | The Personal Touch                  | 13 settembre 1964 | Colpo da maestro                       |                 |
| 2  | The Day They Gave the Diamonds Away | 20 settembre 1964 | Operazione diamanti                    |                 |
| 3  | The Stefanini Dowry                 | 27 settembre 1964 | La principessa e il gentiluomo         |                 |
| 4  | Viva Diaz!                          | 4 ottobre 1964    | Viva Diaz                              |                 |
| 5  | House of Cards                      | 11 ottobre 1964   | Tre di quadri                          |                 |
| 6  | Death of a Fleming                  | 25 ottobre 1964   | Lo sceicco di Dughara                  |                 |
| 7  | The Project Man                     | 1º novembre 1964  | Progetto Luna                          |                 |
| 8  | Two of a Kind                       | 8 novembre 1964   | Aria di famiglia                       |                 |
| 9  | Take Me to Paris                    | 15 novembre 1964  | Rapimento a sorpresa                   |                 |
| 10 | Fringe Benefits                     | 22 novembre 1964  | Carnevale a Rio                        |                 |
| 11 | Plavonia, Hail and Farewell         | 29 novembre 1964  |                                        |                 |
| 12 | The Boston Money Party              | 6 dicembre 1964   | Party A Boston                         |                 |
| 13 | The Computer Goes West              | 13 dicembre 1964  | La Fuga Del Computer                   |                 |
| 14 | Hugger-Mugger, by the Sea           | 20 dicembre 1964  | Il segreto del mare                    |                 |
| 15 | The Real Russian Caviar             | 27 dicembre 1964  | Il caviale russo                       |                 |
| 16 | Money Is for Burning                | 3 gennaio 1965    | Soldi Da Bruciare                      |                 |
| 17 | Gambit by the Golden Gate           | 10 gennaio 1965   | La collezione Cavanaugh                |                 |
| 18 | Bless You, G. Carter Huntington     | 17 gennaio 1965   | Tu sia benedetto, G. Carter Huntington |                 |
| 19 | The Golden Ocean                    | 24 gennaio 1965   | Oceano d'oro                           |                 |
| 20 | The Diamond-Studded Pie             | 31 gennaio 1965   | Torta di diamanti                      |                 |
| 21 | Bow to a Master                     | 7 febbraio 1965   | Il gatto                               |                 |
| 22 | Run for the Money                   | 14 febbraio 1965  | La corsa all'oro                       |                 |
| 23 | The Laughing Lady of Luxor          | 21 febbraio 1965  | La ridente signora Memphis             |                 |
| 24 | The Bartered MacBride               | 28 febbraio 1965  | L'eredità di Mac Bride                 |                 |
| 25 | The Pigeons of Paris                | 7 marzo 1965      | Tiro al piccione                       |                 |
| 26 | Our Men in Marawat                  | 14 marzo 1965     | Senza Ritorno                          |                 |
| 27 | Wherefore Art Thou, Harold?         | 21 marzo 1965     | Perché l'arte, Harold?                 |                 |
| 28 | Grave Doubts                        | 28 marzo 1965     | Un grave dubbio                        |                 |
| 29 | Mr. White's Christmas               | 4 aprile 1965     | Il natale di Mr. Whites                |                 |
| 30 | A Daring Step Backward              | 18 aprile 1965    |                                        |                 |

## The Personal Touch
- Prima televisiva: 13 settembre 1964

### Trama
- Guest star: Lilyan Chauvin (annunciatore Parigi, voce), Cosmo Sardo (barbiere), Walter Matthau (Aram Rodesko), Dina Merrill (Kendall Frazier), Alfred Ryder (Ellingwood Pierce), John Dehner (Duke Grant), Marcel Hillaire (Lavignon), Curt Conway (Ashton Frazier), Dabbs Greer (Madigan), Johnny Silver (Boots Rafferty), Alberto Morin (impiegato dell'hotel), Ken Mayer (gendarme), John Banner (uomo grasso), John Shay (impiegato compagnia aerea), Jack Petruzzi (giornalaio), Jack Richardson (annunciatore Miami, voce)

## The Day They Gave the Diamonds Away
- Prima televisiva: 20 settembre 1964

### Trama
- Guest star: Geraldine Wall (Mrs. Van Dietjin), Terence Vliet (Bernard), Arthur Batanides (Akhim), Nancy Berg (Audre Phillips), J.P. Burns (Van Freeland), Anna Lee Carroll (Lydia), Booth Colman (Hoagland), James Gregory (Augustus Lineen), Maurice Marsac (Monet), Donald Randolph (Baron), Hilary Wontner (Mr. Beamer)

## The Stefanini Dowry
- Prima televisiva: 27 settembre 1964

### Trama
- Guest star: Don Keefer (Foster), Michael Keep, John Cestare (Nicholas Carlo), Michael Constantine (dottor Nova), Molly Dodd (Miss Harkness), Roy Jenson, Susan Strasberg (Girl in Seat 13), David Sheiner (Colonnel Sferzino), Ken Berry, Sarah Selby (bibliotecario), Fritz Weaver (generale Cione)

## Viva Diaz!
- Prima televisiva: 4 ottobre 1964

### Trama
- Guest star: Kris Tel (Lili), Telly Savalas (generale Hector Jesus Diaz), Danielle De Metz (Chata), Abel Franco (Butler), Vincent Gardenia (ispettore), Sandra Giles (Kiki), Arthur Gould-Porter (Fetlock), Bernie Gozier (Toro), Walter Kohler (proprietario), Marian McCargo (Jeannine), George Savalas (Lobo), Maya Van Horn (suora)

## House of Cards
- Prima televisiva: 11 ottobre 1964

### Trama
- Guest star: Gilchrist Stuart (Head Croupier), Molly Roden (cameriera), Patric Knowles (maggiore Hamilton), Jessica Walter (Linda Tennant), Diana Chesney (Mrs. Carey), Barry Ford (giovane addetto), Donald Foster (zio Bertie), Eric Heath (ispettore), Donald Lawton (croupier), Barbara Morrison (donna), John Orchard (Mike Wetherby), John Williams (Arthur Briscoe)

## Death of a Fleming
- Prima televisiva: 25 ottobre 1964

### Trama
- Guest star: Ron Pitts (ispettore Hachette), Quinn O'Hara (Donagh O'Patrick), Danielle Aubry (cameriera), Susanne Cramer (Helga), Alan DeWitt (assistente manager), Kem Dibbs (Elmahleh), Max Dommar (barista), Kay E. Kuter (Floor Waiter), Lucien Lanvin (Floor Waiter), Monique LeMaire (commessa), Bobo Lewis (cameriera), Lawrence Montaigne (Arab), Alvy Moore (George), Peter Whitney (Sheik Achmed)

## The Project Man
- Prima televisiva: 1º novembre 1964

### Trama
- Guest star: Harold Dyrenforth (Von Orb), William Allyn (Flange), Robert Middleton (sindaco Ed Bramlette), Marlyn Mason (Randy Bramlette), Ray Fulmer (Cooper), Parley Baer (Harry Briggs), Herb Vigran (Joe Motherwell), Ray Teal (sceriffo Jim Pyle), William Fawcett (Butler), Nick Bolin (ambasciatore), Norman Palmer (generale), Conrad Bachmann (addetto informazioni), John Williams (ispettore Briscoe)

## Two of a Kind
- Prima televisiva: 8 novembre 1964

### Trama
- Guest star: Jack Teter (reporter), Joseph P. Burns (Watchman), George Hamilton (Jamie), Ida Lupino (Arlene), Patricia Medina (contessa Marissa Maricelli), Brooke Hayward (Kate), Jerry Douglas (Harcourt), Reggie Nalder (Sadakichi), Tom McBride (Man Servant), Stephen Coit (Gompers), Clark Howat (P.R. Man), Thomas McBride (servo)

## Take Me to Paris
- Prima televisiva: 15 novembre 1964

### Trama
- Guest star: Alexander Scourby (Gregor Szeleky), Gia Scala (Simone Carnot), Peter Balakoff (Latour), Chris Essay (impiegato), Vincent Gardenia (ispettore Javert), Émile Genest (Chevillat), Charles Giorgi (Kruger), Paulette Martel (Elevator Girl), Michele Montau (Monique Boileau), Charles Watts (Victor Wentworth)

## Fringe Benefits
- Prima televisiva: 22 novembre 1964

### Trama
- Guest star: Joseph V. Perry, Lawrence Montaigne, Simon Scott (Gus Becker), Christopher Riordan (Wealthy European Party Guest), John Williams (ispettore Briscoe), Suzy Parker (Carol Conover), Ken Scott (Michael Arno), Sarah Marshall (Laura Manning), James Doohan (Gordon Cutler), Buddy Lewis, Robert Phillips (Milo Vargas), Desiree Sumarra (Annamarie)

## Plavonia, Hail and Farewell
- Prima televisiva: 29 novembre 1964

### Trama
- Guest star: Leonid Kinskey (Max), Oskar Homolka (Mr. Smith), Leon Askin (Willie), John Barclay (Butler), Jim Boles (Briggs), Barbara Bouchet (Elsa Idonescu), Christopher Riordan (danzatore russo)

## The Boston Money Party
- Prima televisiva: 6 dicembre 1964

### Trama
- Guest star: Patrick Riley (reporter), John Hale (impiegato), J. D. Cannon (Paul Mannix), Diana Van der Vlis (Ellen Bradwell), John Lasell (George Bradwell), Christine White (Claire), Woodrow Parfrey (Thayer), Robert Nash (Secretary Stockholders Meeting), Jewell Lain (segretario/a), Lawrence Green (uomo), Ann Staunton (donna), Russell Arms (Armbuster)

## The Computer Goes West
- Prima televisiva: 13 dicembre 1964

### Trama
- Guest star: Stephen Bekassy (Zichy), Martin Kosleck (Jobka), Susanne Cramer (Nicol), Malachi Throne (Commissar Szigeti), George Kennedy (maggiore Vyx), Gilbert Green (Kazinczy), Marcel Hillaire (Rorvik), Ilona Wilson (Svarna)

## Hugger-Mugger, by the Sea
- Prima televisiva: 20 dicembre 1964

### Trama
- Guest star: Raquel Welch (Miss France), Richard Warren (Steel), Alan Caillou (lettore notiziario), Kamala Devi (Glana Lupescu), Michael Fox (Hogan), Ray Fulmer (tenente), Harry Holcombe (comandante Halloran), Ricardo Montalbán (Marius Konik), Christopher Riordan (Young Sailer Being Accused), Barry Russo (Bogen), Marie Windsor (Gloria Treat)

## The Real Russian Caviar
- Prima televisiva: 27 dicembre 1964

### Trama
- Guest star: Albert D'Arno (cameriere), Eric Micklewood (Jewlery Salesman), Elsa Martinelli (Maria Kuzenkov), Robert Ellenstein (Nevsky), John Wengraf (Drozhin), John Hoyt (Spigal), Peter Brocco (Berg), John Banner (Steiner), Chuck Hicks (Wrangel), Marcel LeBon (Maitre d')

## Money Is for Burning
- Prima televisiva: 3 gennaio 1965

### Trama
- Guest star: Alan Caillou (annunciatore), Arthur Gould-Porter (Leaming), Susan Oliver (Melinda), Lloyd Gough (Herbert Crayle), Alan Napier (John McKellway), John Alderson (Bill), Noel Drayton (Jacky), Peter Forster (Supt. Ames), Ben Wright (constable Huggins), Cicely Walper (Mrs. Burton-Thomas)

## Gambit by the Golden Gate
- Prima televisiva: 10 gennaio 1965

### Trama
- Guest star: Madeleine Taylor Holmes (donna), Ernestine Barrier (donna), Broderick Crawford (Amos Cavanaugh), Milton Selzer (Gilbert Foster), Jean Hale (Elizabeth Cavanaugh), Jacqueline Beer (Jean), Michael Walker (Downey), Steven Geray (Henri), Alice Backes (Watkins), Ted Dudomaine (uomo), Emil Sitka (uomo)

## Bless You, G. Carter Huntington
- Prima televisiva: 17 gennaio 1965

### Trama
- Guest star: Nelson Welch (Clergyman), Richard Peel (McClintock), Howard Duff (G. Carter Huntington), Sally Kellerman (Ilsa Huntington), Edgar Stehli (Edgar), Eileen O'Neill (fratello di Brunette), John Newton (Wilson), Kendrick Huxham (Gravekeeper), Tol Avery (capo), Janet Clark (Martha)

## The Golden Ocean
- Prima televisiva: 24 gennaio 1965

### Trama
- Guest star: Charles Alvin Bell (direttore della banca), Jonathan Hole (Teller), Eddie Albert (Gregg Roberts), Pippa Scott (Jane Tyler), Ray Fulmer (Jack Fisher), Harry Millard (Hunt), Clark Howat (Peter Stewart), John Hale (Able), Greta Chi (Aimee), Jo De Winter (Martha)

## The Diamond-Studded Pie
- Prima televisiva: 31 gennaio 1965

### Trama
- Guest star: George Pelling (Havelok), Ed Gilbert (Pieter), Darren McGavin (Amos Champion), Dianne Foster (Alice Singer), Gavin Muir (Rutledge), Don Marshall (Chalo), Joe Harden (conducente)

## Bow to a Master
- Prima televisiva: 7 febbraio 1965

### Trama
- Guest star: Bill Neff (esercente dell'hotel), Louise Lorimer (Dowager), Zachary Scott (Le Chat), Laura Devon (Barbara Cayasta), Christopher Dark (Ali Mahmud), James Griffith (Bert), Bill Quinn (comandante Duncan), George Sawaya (Panuji), Lawrence Montaigne (guardia), Jim Boles (Samuel Bone, Jewler), Paul Sorensen (tecnico)

## Run for the Money
- Prima televisiva: 14 febbraio 1965

### Trama
- Guest star: Oscar Beregi Jr. (Herr Brand), Anthony Eustrel (cameriere), Diana Hyland (Celeste Martel), Helmut Dantine (colonnello von Reichert), Channing Pollock (Lumindorf), Mimi Heinrich (Lisa Kellerman), Martin Kosleck (Hugo Fischer), Ivan Triesault (Mitter), Ed Gilbert (Karl), Alex Gerry (Papa Hans), Konstantin Shayne (comandante), Martin Clark  (Brinker)

## The Laughing Lady of Luxor
- Prima televisiva: 21 febbraio 1965

### Trama
- Guest star: Roger Til (Bank Official), Loie Bridge (Woman Tourist), Gia Scala (Lisa de Montfont), Everett Sloane (Dubrovin), Nico Minardos (Spiro Deleanos), Louise Latham (Catherine DeMpntrachet), John Orchard (Lawrence Creighton), Edward Colmans (Henri Carnot), Alberto Morin (Armand de Montrachet), Bella Bruck (Madelaine)

## The Bartered MacBride
- Prima televisiva: 28 febbraio 1965

### Trama
- Guest star: Jonathan Hole (impiegato dell'hotel), Napoleon Whiting (Harrison), Joanna Moore (Annabelle MacBride), Simon Oakland (Absoalom MacBride), Jorja Curtright (Amelia MacBride), Vincent Van Lynn (Ashley MacBride), Cliff Osmond (sceriffo Todd), Howard Freeman (Orrin Banes), Joe Harden (stalliere)

## The Pigeons of Paris
- Prima televisiva: 7 marzo 1965

### Trama
- Guest star: Nadia Sanders (Party Girl), Charles La Torre (dottore), Jill St. John (Jena Tate), John Williams (ispettore Robert Briscoe), Gerald Mohr (Carl Votrian), Marcel Hillaire (Le Beau), Eileen Baral (Monique), Jonathan Farwell (Paul Hammer), Vincent Gardenia (ispettore), Mathilda Calnan (portiere), Jason Wingreen (Spiv Type), Monica Keating (madre superiora)

## Our Men in Marawat
- Prima televisiva: 14 marzo 1965

### Trama
- Guest star: Yan Shan Tung (hostess), Gerald Jann (Mme. Ka's Guard), Dana Wynter (Mme. Ka), John Williams (ispettore Roger Brisco), Christopher Dark (generale Buto Savin), Greta Chi (Rinl), Philip Ahn (Magician), Brendan Dillon (Quimby), Guy Lee (Rini), Barry Ford (impiegato aereo)

## Wherefore Art Thou, Harold?
- Prima televisiva: 21 marzo 1965

### Trama
- Guest star: Marina Hane (Doris), Nelson Welch (Flint), Barbara Eden (Sally Cardew), Estelle Winwood (Lady Rachel), Robert Webber (Guy Gabriel), John Abbott (Sir Egbert), Robert Phillips (Ben Spector), Hilda Plowright (Lady Brayford), Lester Matthews (ufficiale pubblico), Margaret Mason (Avis)

## Grave Doubts
- Prima televisiva: 28 marzo 1965

### Trama
- Guest star: Robert Easton (barista), Theodore J. Flicker (commerciante), Jocelyn Lane (Madeleine Sorel), Jonathan Harris (Paul Duval), Robert H. Harris (Otto Anhalt), James Frawley (ispettore Charles Jouet), Vincent Gardenia (ispettore capo), Felix Locher (Hans Farber), James Lanphier (detective svizzero), Albert Carrier (Jean Sorel), Len Lesser (prete)

## Mr. White's Christmas
- Prima televisiva: 4 aprile 1965

### Trama
- Guest star: Trevor Cuming (sergente), Doris Lloyd (Mrs. Hackett), John McGiver (Horatio T. White), Jill Haworth (Timothea Farley), Larry Hagman (Mark Fleming), Hedley Mattingly (Hutchins), Michael St. Clair (ispettore Hawkins), John Trayne (Alfred Harvey), William Beckley (giovanotto)

## A Daring Step Backward
- Prima televisiva: 18 aprile 1965

### Trama
- Guest star: Nadia Sanders (commessa), George Sanders (Leonard Carvel), Larry Hagman (Mark Fleming), Molly Dodd (Goldberg), Ed Gilbert (Gerber), Angela Greene (McTeague), Monica Keating (donna reporter), Lou Krugman (Harry), Dina Merrill (Clothilde Bonheur), Remo Pisani (gendarme), Camilla Sparv (Helene)